# Fjirtum
Fjirtum is een Friese culturele beweging die in korte tijd een aantal in het oog lopende projecten heeft voortgebracht. De beweging moet enerzijds gezien worden als een aanjager van kunst- en cultuuruitingen in brede zin in Friesland en anderzijds als een studie van de door haarzelf ingezette ontwikkelingen. Wat zijn hiervan de doelen?
Een belangrijk doel van Fjirtum is het toegankelijker maken van de kunst en cultuur in Friesland. In plaats van een elitair standpunt in te nemen, zoals in kunst- en cultuurkringen vaak gebeurt, wil Fjirtum de drempel zodanig verlagen dat veel mensen zich aangesproken voelen om zelf een kunstzinnige of culturele bijdrage te leveren in wat voor vorm dan ook. Fjirtum wil hiervoor een platform bieden, ze wil een ontmoetingsplaats en werkplaats zijn voor alle lagen van de bevolking en niet een van boven opgelegde cultuur presenteren. Op de website zijn hiervan verschillende voorbeelden te zien zoals het project 'de Fjirtummer toer', de Fjirtummer symfonie en de avonturen van Pompeblêdman.
Een tweede doel is gezamenlijk een antwoord te vinden op de vraag of er eigenlijk wel zoiets bestaat als "Friese cultuur" (of dat er eerder sprake is van een soort mengvorm van verschillende culturen, als gevolg van de multiculturalisering en zelfs globalisering), en als ze bestaat: wat zijn dan de kenmerken van die Friese cultuur? In het verlengde hiervan liggen het flessenproject en het project 'Hjir leit Fjirtum'- waarbij overigens naar voren komt dat sommigen ervan overtuigd zijn dat Fjirtum een plaatsje ergens in Friesland is, waar zelfs ansichtkaarten van bestaan.
Op grond van wat hierboven staat betitelen sommigen Fjirtum als een "Social sculpture", anderen noemen het een "organisch cultuurproces met een intrinsieke dynamiek", "een beeldend marktonderzoek" of zelfs een 'metafoor van de Friese kunst en cultuur', maar er zijn ook mensen die het gewoon een 'vet gaaf project' vinden.
Het is de bedoeling dat zo veel mogelijk mensen zich op de een of andere manier met Fjirtum verbonden gaan voelen, en iedereen die met Fjirtum verbonden is mag zich een Fjirtummer noemen.